# 鈴木大地
鈴木大地（日语：／ Suzuki Daichi，1967年3月10日—），日本游泳選手、體育廳首任首長，千葉縣習志野市出身。他曾在1988年夏季奧林匹克運動會中奪得100米仰式金牌。

## 生平

### 選手時代
鈴木大地小学二年級開始學習游泳，之後獲得全国SC大会100米仰式銀牌。中学時代結識鈴木陽二，長期接受她指導。鈴木大地進入船橋市立船橋高等学校就讀，當時体育教師為小出義雄。1984年，鈴木大地參加夏季奧林匹克運動會，在100米仰式排名第11位、200米仰式排名第16位。1985年，高中畢業後進入順天堂大学体育学部体育学科。
1986年，鈴木大地在1986年亞洲運動會奪得100米仰式金牌。1987年，鈴木大地在1987年夏季世界大學運動會奪得100米及200米仰式金牌。
1988年，鈴木大地在1988年夏季奧林匹克運動會中擊敗美國選手戴维·伯科夫，奪得100米仰式金牌，也是16年來日本首面游泳金牌。鈴木大地成為日本第二位獲得男子100米仰式金牌的運動員，清川正二則在1932年夏季奧林匹克運動會中首次奪得100米仰式金牌。鈴木大地也創下55秒05日本記録保持至今。
鈴木大地在1988年夏季奧林匹克運動會奪得100米仰式金牌後，獲得日本體育獎等許多獎項。 
1989年，鈴木大地從順天堂大学畢業後，專攻大学院体育学研究科体育学。鈴木大地在1992年4月引退。1988年度日本選手權游泳競技大会，鈴木大地以52秒35獲得100米自由式優勝，也創下50米蝶式、個人200米混合日本記録。

### 現役引退後
1993年，鈴木大地完成順天堂大学大学院体育学學業。1994年開始，鈴木大地擔任科羅拉多大學波德分校客員研究員。1998年，日本奧林匹克委員會派遣鈴木大地擔任哈佛大学游泳部教練。
2000年3月，鈴木大地返回日本，在順天堂大学擔任講師與游泳部教練。2006年，鈴木大地在順天堂大学體育健康科学部擔任副教授。 2007年、鈴木大地獲得順天堂大学医学部博士學位（学位論文與東京理科大学経営学部教授白石安男共同完成）。鈴木大地成為1988年夏季奧林匹克運動會52kg級角力金牌佐藤滿之後，日本第二位金牌博士。
2009年，鈴木大地當選日本游泳聯盟理事。同年4月，鈴木大地成為游泳委員会委員。
2010年1月，鈴木大地當選世界反運動禁藥機構體育委員会委員。
2013年，鈴木大地擔任順天堂大学體育健康科学部體育科学科教練。鈴木大地也是日本游泳聯盟会長、日本奧運協会会長。
2014年，鈴木大地成為日本選手権水泳競技大会官方海報主角。。

### 初代體育廳長官
2015年，鈴木大地成為體育廳長官及第32屆奧林匹克運動會組織委員會理事。

## 人物
鈴木大地曾有離婚及再婚経験，育有2子。
2016年7月31日東京都知事選舉中，鈴木大地否定將參加選舉。

## 著作
- 『スイミング・エクササイズ―スイミングを科学するエクササイズ・ブック 』大泉書店、1997年
- 『スイミング入門』大泉書店、1998年
- 『日本人の誰でも泳げるようになる本』中經出版、2000年（藤本秀樹と共編著）
- 『スイミングQ＆A教室（背泳ぎ編）お悩み解決』ベースボール・マガジン社、2004年
- 『誰もがすいすい泳げる本』中経出版、2007年（藤本秀樹と共編著）
- 『保健衛生と健康スポーツ科学』篠原出版新社、2006年（稲葉裕、白石安男、丸山克俊、白石安男、高橋卓也、松葉剛、助友裕子、高井茂、元永拓郎、安松幹展との共著）
- 『鈴木大地メソッド』每日新聞社、2014年
- 『僕がトップになれたのは人と違うことをしてきたから』マガジンハウス、2014年

## 外部連結
- daichi55 （页面存档备份，存于）（鈴木大地の公式ブログ）
- 鈴木大地的X（前Twitter）
- 日本オリンピアンズ協会　OAJインタビュー　鈴木大地さん＆森田智巳さん （页面存档备份，存于）